# Kecerovce
Kecerovce es un municipio del distrito de Košice-okolie en la región de Košice, Eslovaquia, con una población estimada a final del año 2024 de 4076 habitantes. 
3477
Se encuentra ubicado en el centro de la región, en la cuenca hidrográfica del río Sajó (afluente derecho del Tisza) y cerca de la frontera con la región de Prešov y con Hungría.

## Demografía
| Año        | 1994 | 2004     | 2014     | 2024     |
| ---------- | ---- | -------- | -------- | -------- |
| Población  | 1937 | 2582     | 3283     | 4076     |
| Diferencia |      | +33,29 % | +27,14 % | +24,15 % |

| Año        | 2023 | 2024    |
| ---------- | ---- | ------- |
| Población  | 3973 | 4076    |
| Diferencia |      | +2,59 % |